# VWA1
VWA1 (англ. Von Willebrand factor A domain containing 1) – білок, який кодується однойменним геном, розташованим у людей на 1-й хромосомі. Довжина поліпептидного ланцюга білка становить 445 амінокислот, а молекулярна маса — 46 804.
| 10         |  | 20         |  | 30         |  | 40         |  | 50         |
| ---------- |  | ---------- |  | ---------- |  | ---------- |  | ---------- |
| MLPWTALGLA |  | LSLRLALARS |  | GAERGPPASA |  | PRGDLMFLLD |  | SSASVSHYEF |
| SRVREFVGQL |  | VAPLPLGTGA |  | LRASLVHVGS |  | RPYTEFPFGQ |  | HSSGEAAQDA |
| VRASAQRMGD |  | THTGLALVYA |  | KEQLFAEASG |  | ARPGVPKVLV |  | WVTDGGSSDP |
| VGPPMQELKD |  | LGVTVFIVST |  | GRGNFLELSA |  | AASAPAEKHL |  | HFVDVDDLHI |
| IVQELRGSIL |  | DAMRPQQLHA |  | TEITSSGFRL |  | AWPPLLTADS |  | GYYVLELVPS |
| AQPGAARRQQ |  | LPGNATDWIW |  | AGLDPDTDYD |  | VALVPESNVR |  | LLRPQILRVR |
| TRPGEAGPGA |  | SGPESGAGPA |  | PTQLAALPAP |  | EEAGPERIVI |  | SHARPRSLRV |
| SWAPALGSAA |  | ALGYHVQFGP |  | LRGGEAQRVE |  | VPAGRNCTTL |  | QGLAPGTAYL |
| VTVTAAFRSG |  | RESALSAKAC |  | TPDGPRPRPR |  | PVPRAPTPGT |  | ASREP      |

A: Аланін

C: Цистеїн

D: Аспарагінова кислота

E: Глутамінова кислота

F: Фенілаланін

G: Гліцин

H: Гістидин

I: Ізолейцин

K: Лізин

L: Лейцин

M: Метіонін

N: Аспарагін

P: Пролін

Q: Глутамін

R: Аргінін

S: Серин

T: Треонін

V: Валін

W: Триптофан

Кодований геном білок за функцією належить до фосфопротеїнів. 
Задіяний у такому біологічному процесі, як альтернативний сплайсинг. 
Локалізований у позаклітинному матриксі, базальній мембрані.
Також секретований назовні.